# 고스톱
고스톱(Go-Stop)은 대한민국에서 널리 행해지는 화투를 이용한 노름 또는 놀이의 한 종류이다. 주로 세 명이 어울려 행해지지만, 두 명 또는 네 명 이상의 사람이 참여할 수도 있다. 보통 3점 이상 먼저 내는 사람이 이기게 된다. 두 명이 하는 경우는 맞고라고도 불린다. 맞고의 경우 보통 7점 이상 먼저 내는 사람이 이긴다. 고스톱은 수학적으로 133,120점까지 낼 수(상대방이 피 한 장만을 가져가는 경우) 있다.
고스톱 놀이의 세부 규칙은 각 지역마다 차이가 있을 뿐만 아니라, 온라인에서 고스톱 서비스를 제공하는 업체 별로 차이가 난다. 여기서는 한국에서의 일반적인 규칙만을 설명한다.

## 사용되는 패
| 가지         | 패 | 패 | 패 | 패 | 패 | 패   |
| 가지         | 광 | 끗 | 띠 | 피 | 피 | 쌍피 |
| ------------ | -- | -- | -- | -- | -- | ---- |
| 1월 (송학)   |    |    |    |    |    |      |
| 2월 (매화)   |    |    |    |    |    |      |
| 3월 (벚꽃)   |    |    |    |    |    |      |
| 4월 (흑싸리) |    |    |    |    |    |      |
| 5월 (난초)   |    |    |    |    |    |      |
| 6월 (모란)   |    |    |    |    |    |      |
| 7월 (홍싸리) |    |    |    |    |    |      |
| 8월 (공산)   |    |    |    |    |    |      |
| 9월 (국화)   |    | †  |    |    |    |      |
| 10월 (단풍)  |    |    |    |    |    |      |
| 11월 (오동)  |    |    |    |    |    |      |
| 12월 (비)    |    |    |    |    |    |      |

일반적으로 사용되고 있는 패의 규칙은 다음과 같다(열두 가지 무늬의 짝패 각각 네 장씩, 다해서 마흔여덟 장의 화투 패를 한 질(deck,벌)로 하며 여기에 특별 패(extra cards, 쌍피, 쓰리피 등 보통 2~4장 정도)를 임의로 추가해 사용한다.).
- 광[※ 1]: 화투 패에 광은 총 다섯 장이 들어 있다. 세 장이 모여 3점이 되며, 네 장이면 4점, 다섯 장이 모두 모이면 15점이다. 예외적으로 12월(비)을 포함한 비 삼광은 2점으로 계산한다.
- 끗[※ 2]: 다섯 장이 모여 1점이 되며, 이후로 한 장마다 1점씩 추가된다. 2월(매화), 4월(등), 8월(공산) 열끗의 다섯 마리 새를 모으면 고도리(일어,ごとり) 또는 '오조(五鳥)'라 하여 5점이 가산된다. 일곱 장 이상을 모으고 이기면 멍박(멍텅구리 박)이 되어 두 배의 금액을 얻는다.
- 띠[※ 3]: 다섯 장이 모여 1점이 되며, 이후로 한 장마다 1점씩 추가된다. “홍단”, “청단”, “초단”은 각각 같은 종류가 세 장씩 모여 3점이 된다. (지역마다 12월(비)을 포함한 비 초단도 있다.)
- 피[※ 4]: 점수 계산에 기본이 되는 패로, 10장이 모여 1점이 되며, 이후로 한 장마다 1점씩 추가된다.
- 쌍피[※ 5]: 한 장 당 피 두 장의 가치를 갖는다.
- 쓰리피[※ 6]: 한 장 당 피 세 장의 가치를 갖는다.사용하지 않는 경우가 많다.
- 서비스 패(보너스 패): 조커(찬스패)라고도 부른다. 쥐고 칠 때에는 쌍피이면서 뒤집기 때에 한 번 더 뒤집을 수 있는 보너스 패이다.[1]

## 선을 정하는 방법
선을 정하는 방법은 여러 가지가 있다. 보통 가위바위보로 정하지만 화투를 섞은 후, 서로 일정한 양을 덜어 밑에 있는 패가 더 작은 숫자이면 '선'이 된다. 단 조커(찬스피)가 나올 경우는 한번 더 돈다.
또 다른 선을 정하는 방법 중 널리 쓰이는 것은 '밤일낮장'이라고 하여 게임을 진행하는 것처럼 패를 돌린 후 바닥패만 뒤집어 놓은 다음 밤에는 낮은 패를 뽑는 사람이, 낮에는 높은 패를 뽑는 사람이 '선'이 되는 것이다.

## 놀이를 시작하기 전
- 놀이를 시작하기 전, 참여자들은 기준이 되는 “선” 참여자를 선정한다. “선”이 패를 잘 섞어 더미를 만들어 들고 있으면 그의 왼쪽 참여자는 그 더미의 일부를 떼어 바닥에 쌓아 놓는다(“기리”). 이때 더미의 일부를 떼어 놓지 않을 수도 있는데 이를 “퉁”이라고 한다.
- “선”은 이제 들고 있는 패 더미에서 3장을 바닥에 젖혀 놓고 시계 반대 방향으로 각 참여자들에게 4장씩의 패를 나눠 준다. 다시 3장의 패를 젖혀 놓고 참여자들에 3장씩의 패를 더 나눠 준다. 즉, 참여자들은 각각 7장씩의 패를 나눠 가지며, 바닥에는 6장의 패를 젖혀(깔아) 둔다.
  - 맞고의 경우 패 더미에서 4장을 바닥에 젖혀 놓고 후공→선공의 순서로 각각 5장씩의 패를 나눠 가지며, 다시 4장의 패를 젖혀 놓고 선공과 후공이 5장씩의 패를 더 나눠 가진다. 즉, 두 참여자는 각각 10장씩의 패를 나눠 가지며, 바닥에는 8장의 패를 젖혀 둔다.
  - 단, “퉁”을 했을 경우는 한 번에 7장 또는 10장씩의 패를 참여자들에게 나눠주며, 바닥에도 6장 또는 8장의 패를 한 번에 젖혀 둔다.

이하 설명은 맞고가 아닌 일반 고스톱을 기준으로 한다.

### 네 명이상이 참여하는 경우
한 판에 패를 들고 직접 참여할 수 있는 사람은 최대 세 명이므로 그보다 많은 참여자가 있을 경우, “선”을 기준으로 했을 때 시계 반대 방향을 순서로, 패를 본 뒤 패가 좋지 않거나 기타 사유로 빠지길 원하는 사람은 경기에서 빠질 수 있으며 이를 ‘죽는다’라고 한다. 단, ‘선’은 꼭 경기에 참여해야 하며 앞의 모든 사람이 경기에 참여하기로 결정하는 경우 마지막 사람은 참여하고 싶어도 무조건 참여할 수 없으므로 ‘광 팔기’를 할 수 있게 된다. 즉 ‘선’의 왼쪽, 그러니까 마지막 사람이 참가할 수 없을 경우에 ‘광 팔기’를 하게 되는데 받은 패에 포함되어 있는 광과 쌍피의 개수에 미리 정한 점수나 액수를 곱해 “광을 팔”게 된다. 또한 지역에 따라서는 3장 이상의 같은 짝패를 가지는 흔들기나 고도리,청단,초단,홍단이란 족보를 3장을 모두 가졌을때에도 광 팔기의 규칙이 적용되어 팔수가 있다. 계산된 점수 또는 액수를 광값이라 하고 광값은 선을 제외한 참여자들에게 부과되어 광을 판 사람이 갖는다. 이후 광을 판 사람이 갖고 있던 패는 다시 더미와 섞어 놓는다. 손에 든 패와 바닥패를 비교하여 '죽는' 경우를 방지하기 위해서 바닥패는 보이지 않게 뒤집어 놓고 '죽는' 사람이 결정되면 보이도록 뒤집는 것이 일반적이다. 지역에 따라 한장 정도는 보이게 하는 경우도 있다.
광을 팔 때 조커나 고도리, 9끗 등을 인정하는지는 규칙을 어떻게 정하느냐에 따라 달라진다. 또한 지역에 따라 2경기 연속으로 죽는 것을 방지하기 위해 ‘연사 없음’ 규칙을 추가하는 경우도 있다. 일반적으로 광을 파는 경우는 연사에 해당하지 않는다.
쌍피의 경우 광의 유무에 따라 팔수 있고 없고가 결정되기도 한다. 보통 쌍피도 광을 가지고 있는가의 여부의 관계없이 파는 경우가 많다.
네 명 이상이 참여하는 경우에서 나가리(무효판)가 난 경우 다음 판은 새로이 광팔기를 진행한다.

## 놀이의 방법
놀이의 차례는 “선”부터 시작되며 시계 반대 방향으로 돌게 된다. 자신의 차례가 되면, 참여자는 패 한장을 낸다. 그리고 곧바로 뒤집힌 더미 가운데 가장 위의 패를 젖힌다. 이렇게 새롭게 추가된 패 두 장과 기존에 바닥에 깔려 있던 패들 중 일치하는 패들만을 거두어 와서, 패의 종류에 따라 자신의 앞에 분류해 놓아 둔다. 이렇게 순서대로 진행하여 3명 중 한 명이 3점 이상을 획득하거나, 손과 더미에 있는 패가 모두 떨어질 때까지 진행한다.

### 특수규칙
- 뻑: 바닥에 젖혀 있던 패와 같은 짝패를 낸 뒤, 더미에서 젖힌 패가 또다시 같은 짝패일 경우를 “뻑”이라고 하며, 아무런 패도 거두어올 수 없다.(“싸다”라는 표현도 사용된다) 가장 첫 패를 낼때 뻑인 경우를 “첫뻑”이라고 하며 5점에 해당하는 돈을 받는다. 첫뻑이 난 이후 다음 차례에서 다시 뻑이 나는 경우 10점에 해당하는 돈을 받는다. 이것을 '연뻑' 이라고 한다. 드물게 '삼연뻑'이란것이 나오기도 하는데 이때는 20점에 해당되는 돈을 받는다. 또한 연속 여부와 상관없이 뻑을 세 번 하면, 그동안의 진행상황과 무관하게 뻑을 세 번 한 사람이 승리한다. 이것을 '쓰리뻑' 이라고 한다. 이 때, 점수는 일반 고스톱에선 3점으로 하고 맞고에선 7점으로 간주된다. 단 마지막 차례에서는 바닥에 젖혀있는 패가 생출이고 그패와 같은 짝패를 낸뒤에 더미에서 같은 짝패가 나와도 뻑이 되지 않는다. (점수는 지역마다 차이가 있다.) 뻑을 하게 된 패를 먹는 경우(뻑을 만든 사람과 무관) 다른 참여자들로부터 피를 한 장씩 받아오게 된다. 자신이 낸 패로 인해 뻑이 난 경우를 '자뻑'이라 한다. 자뻑을 먹은 경우 '효자뻑'이라 하여 지역에 따라 두 장의 피를 받아올 수도 있다. 하지만 일반적으로 피를 한 장씩 받아오는 것이 원칙이다.

- 따닥: 자신이 낸 패와 더미 뒤집은 패 모두 바닥에 깔린 패와 짝이 맞으면, 이를 “따닥”이라고 하며, 네 장의 짝패를 모두 거두어 오는 것은 물론, 다른 참여자들로부터 피를 한 장씩 받아온다. (지역마다 피를 주지 않는 경우도 있다.)
- 쪽: 바닥에 젖혀 있는 패와 같은 짝패가 없어 임의의 패를 냈는데 더미에서 젖힌 패가 낸 패와 짝이 맞았을 때를 “쪽”이라고 한다. 이 때 쪽을 한 두 짝패는 거두어 온다. 또한, 다른 참여자들로부터 피를 한 장씩 받아온다. (지역마다 피를 주지 않는 경우도 있다.)

- 싹쓸이: 바닥의 패를 모두 가져오게 되면, "싹쓸이"(또는 간단히 '쓸')라고 하며, 다른 참여자들로부터 피를 한 장씩 받아 온다. 싹쓸이 바로 다음의 쪽을 한 경우 바닥의 패를 모두 없앤 '싹쓸이'와 동시에 '쪽'인 셈이므로 두 장씩의 피를 받는다.

- 피 받아오기 예외상황: 마지막 차례에서 뻑을 먹거나 따닥, 쪽, 싹쓸이를 하는 경우, 다른 사람들로부터 피를 받아올 수 없다. 또한 피가 한 장도 없는 사람으로부터는 피를 받아올 수 없다. 상대가 쌍피만을 가지고 있는 경우, 쌍피를 받아온다.

- 보너스 패: 48장의 화투 패에 해당되지 않는 특수한 패가 있다. 이를 ‘보너스’ 혹은 ‘조커’ 패라고 불린다. 패를 낸 뒤 더미에서 젖힌 패가 보너스 패이면 그것을 자신이 낸 패 위에 놓고 한 번 더 젖힌다. 그리고 패를 가져올 때 보너스 패도 함께 가져온다. 낸 패와 뒤집은 패 모두 바닥의 패와 맞지 않아 아무 패도 가져오지 못하게 되더라도 보너스 패는 가져올 수 있다. 단, 보너스 패가 더미에서 젖혀진 후 한 번 더 젖혔을 때 뻑이 나면 특수패도 뻑 더미에 붙여야 한다. 지역에 따라서 그렇지 않을 수도 있다. 그리고, 자신에게 돌아간 패 중에 보너스 패가 있는 경우, 이를 낼 때 바로 자신이 얻은 것으로 처리되고 패 더미 위에서 한 장 가져오게 된다. 또한 게임 시작 시에 바닥에 깔려 있는 보너스 패는 모두 선이 가져가게 된다. 보너스 패는 대개 쌍피 세 장을 사용하며, 간혹 쌍피와 쓰리피가 각각 1장씩 사용되기도 한다. 일부 온라인 게임에서는 보너스 패를 먹으면 상대방으로부터 피 1장을 가져오는 경우도 있다.

### 흔들기
패를 받을 때 같은 짝패를 세 장 받게 되는 경우가 있다. 이 경우, “흔들기”가 가능해진다. "흔들기"를 한 참여자가 승리할 경우, 자신의 점수에 두 배를 하여 계산한다.
“흔들기”를 하려면, 자신의 차례에 이르렀을 때, 흔듦을 선언함과 동시에 자신이 갖고 있는 세 장의 한 짝패를 다른 참여자들에게 공개한다. 흔들기는 원하는 차례에 할 수 있으며, 같은 달의 짝 세장이 있으면서도 흔들지 않을 수도 있다.
흔든 세 장의 짝패와 같은 달인 나머지 한 장이 바닥에 깔리게 되면, 세 장을 한꺼번에 낼 수 있다. 이 경우를 '폭탄'이라고 하며 뻑을 먹은 것과 마찬가지로 피를 한 장씩 받는다. 폭탄을 하면 세 장을 한꺼번에 내기 때문에 다른 참여자들보다 두 장의 패가 부족하게 된다. 그래서 폭탄을 한 후 패를 내지 않고 젖히기만 할 수 있는 기회가 두 번 생긴다. 폭탄은 의무사항이 아니며, 폭탄을 할 수 없을 때에는 그냥 패를 내려놓아야 한다. 최근 인터넷 맞고에서는 별명이 '콩알탄', '수류탄'인 두 장 폭탄도 규칙에 추가되었다. 이 폭탄은 패를 내지 않고 젖히기만 할 수 있는 기회가 한 번 생기고, 흔들기 배율에는 반영되지 않는다.
“흔들기”를 한 참여자가 승리할 경우, 최종 점수에 두 배를 곱해 계산한다. 드물게는 같은 짝패 세 장이 두 묶음 나올 경우가 있다. 둘 다 흔들면 네 배가 된다.

## 놀이의 승패
규칙에 따라 일정한 점수에 이르면 '났다'고 하며(주로 3점), “고” 또는 “스톱”을 외침에 따라서 놀이의 승패가 결정되거나, 한 번씩의 차례가 더 돌아가게 된다.
자신의 차례에 3점에 이른 한 참여자가 “고”를 선언할 경우, 다시 한 번씩의 차례를 돌게 되며, “스톱”을 선언한 경우 그 참여자가 해당 판의 승자가 된다. 맞고의 경우 7점부터 "스톱"을 선언할 수 있다.
"고" 이후에 "스톱"을 선언하기 위해서는 이전에 "고"를 부를 때의 점수보다 적어도 1점 이상 높은 점수를 내야 한다.(예를 들어, 내가 5점에서 고를 외치면 1점이 추가되어 6점이 되고(아래 '고' 항목 참조), 다음 고/스톱을 외치기 위하여 적어도 7점이 되어야 한다.) 만약 "고"를 외친 상태에서 상대에게 패를 뺏겨 점수가 깎인 경우, 깎인 점수까지 보충하여야 한다.
만일 "고"를 선언한 참여자가 다음에 고/스톱을 선언하기 위한 점수를 더 내지 못하고 다른 참여자도 나지 않는 경우(3점이나 7점을 모으지 못 한 경우), 혹은 아무 참여자도 나지 않는 경우, ‘나가리’가 되어 해당 판은 무효가 된다. 그 다음판은 2배로 시작한다.

### 점수 계산
기본적으로 피박, 광박, 고박, 독박, 멍박, 흔들기가 있다.
- 피박: 이긴 참여자의 점수 가운데 피로 얻은 점수가 있을 경우, 해당 판이 끝날 때까지 모은 피의 개수가 5장(맞고 7장) 이하인 참여자는 “피박”에 해당된다. 피박을 한 참여자에 대해서는 이긴 참여자의 점수에 두 배를 하여 계산한다. 단, 피가 한 장도 없는 경우 피박으로 간주하지 않는다.
- 광박: 이긴 참여자의 점수 가운데 광으로 얻은 점수가 있을 경우, 광을 한 장도 얻지 못한 다른 모든 참여자는 “광박”에 해당된다. 광박을 한 참여자에 대해서도 이긴 참여자의 점수에 두 배를 하여 계산한다.
- 고박: 지정한 점수에 이른 참여자가 “고”를 선언하여 새로운 차례가 돌아가는 동안 다른 참여자가 지정한 점수에 이르러 새로운 승자가 되는 경우, 먼저 “고”를 선언했던 참여자가 다른 패자의 책임까지도 지게 되는 경우를 말한다. 둘이서 하는 맞고의 경우 해당사항이 없다.
- 독박: 아무도 고를 하지 않은 상태에서 참여자중 한명이 청단, 홍단, 구사, 고도리, 광 중 한개를 얻으면 완성되어 나게 될 때, 다른 참가자가 그에 해당하는 패를 내었을 때 그 사람이 다른 패자들의 책임까지도 지게 되는 경우를 말한다. (※단, 쌍피등 피짝들은 독박과는 해당사항이 없다) 마지막 차례에는 독박은 해당이 없다. 맞고의 경우 해당사항이 없다.
- 멍박: 승리한 참여자가 동물 그림(여기서는 끗을 의미)을 7장 이상 가지고 있는 경우 상대방이 가져간 끗의 개수와 무관하게 승리한 참여자의 점수를 두 배로 계산한다.('멍따' 또는 '멍텅구리'라고도 한다.)[2]
- 흔들기: “흔들기”를 한 참여자가 승리한 경우, 최종 점수에 두 배를 곱해 계산한다. 두 번 흔들면 점수도 네 배가 된다.

### 고
- 고: "고"는 고스톱의 경우 3점, 맞고의 경우 7점이 났을 때 게임을 계속한다는 것을 의미한다. 한 번 "고"를 선언할 때마다 1점이 가산된다. 즉, 1번 고를 선언하면 1점, 2번 고를 선언하면 2점이 가산된다. “고”를 선언한 뒤 다시 자신의 차례가 왔을 때 가장 마지막으로 “고”를 선언했을 때의 점수보다 1점이라도 더 높은 점수를 따야 “고”나 “스톱”을 다시 선언할 수 있다.
- 세 번 이상 고를 선언하는 경우 : “고”를 세 번 이상 선언하는 경우, “고”를 두 번 선언했을 때의 점수에 일정한 배율을 곱한다. 일반적으로 모든 고는 1점을 추가시키고, 3고 이상부터는 한 번 "고" 할 때마다 점수가 두 배가 된다.

## 족보
족보는 특별한 끗수를 얻을수있는 특권이 생기는 약(約)에 대한 사전에 약속한 패의 모으는 종류이다. 한편 약(約)은 해당 월의 4장을 모두 갖춘 경우를 가리키기도 한다.

### 광
광패 3장이 모이면 3점으로 날 수 있다. 이 경우 비광은 3점으로 날 수는 없고 비광을 포함해 3장이 모이면 비3광으로 2점이다. 참고로, 비광을 포함해 4장을 모으면 4점, 5장은 15점이다.

### 열끗
- 멍텅구리 : 열끗 5장이 모이면서부터 1점으로 계산한다. 3점이 되면 날 수 있고 1점부터 다른 패의 점수와 합산 계산할 수 있다. 7장 이상 모을 경우 멍텅구리 따블(멍따)라고 하며 자신의 점수는 두 배가 된다.

- 고도리(일어) 또는 오조(五鳥): 열끗 중에서 새를 5마리(패수로는 3장) 모으면 “고도리”라고 하며 5점으로 계산한다. 고도리는 “새 5마리”라는 뜻으로 한국의 고스톱에서만 사용하는 용어라서 일본의 하나후다에서는 고도리라는 용어가 없다. 지역에 따라서는 비열끗을 인정하여 육도리나 비도리란 족보도 있는데 6점으로 치거나 10점으로 계산하기도 한다.[※ 7] 5마리의 새는 매조(2), 흑싸리(4), 공산(8, 3마리)이다.

### 띠
- 띠패 5장이 모이면서부터 1점씩 가산할 수 있다. 3점이 되면 날 수 있고 1점부터 다른패의 점수와 합산 계산할 수 있다.
- 단: 띠 중에서 같은 종류의 띠 3장을 모두 모으면 한 종류당 3점으로 계산한다.
  - 홍단: “홍단”이라고 적힌 띠 3장이다. 송학(1)·매조(2)·벚꽃(3).
  - 청단: “청단”이라고 적힌 띠 3장이다. 목단(6)·국진(9)·단풍(10).
  - 초단: 아무것도 적히지 않은 붉은 띠 4장 중 비(12)를 제외한 나머지 3장이다. 흑싸리(4)·난초(5)·홍싸리(7).

### 피
화투에서 끗수가 없는 패(짝)를 피(또는 껍데기)라고 하는데 10장이 모이면서부터 1점의 점수를 갖고 이후 패1장 마다 1점의 가산점을 획득할 수 있다. 3점이 되면 날 수 있고 1점부터 다른 패의 점수와 합산 계산할 수 있다.

### 총통
참여자가 받은 7(10)장의 패 중에 같은 월의 패 4장이 모두 들어 있는 경우 즉 약(約)이 성립하는 경우 또는 5광을 패로 쥐게 된 경우를 “총통”(또는 대통령)이라고 하며, 총통의 패를 지닌 사람은 그 판을 즉시 끝낼 수도 있고, 본인이 원하는 경우 승리를 거부하고 게임을 계속할 수도 있다. 그 판을 즉시 끝낼 경우 보통 10점, 또는 20점에 해당하는 돈이나 사전에 약속한 점수를 각 참가자로부터 받는다. 총통승을 거부하고 게임을 계속할 경우 거의 대부분 4배치기로 한다. 처음에 한 장을 낸 뒤 그 다음 차례에 세 장을 '폭탄'처럼 취급하여 모두 가져온다. 다른 참가자들로부터 피 한 장씩을 받아오는 것은 물론이다. 그냥 판을 끝낼 경우 광을 팔거나 죽은 사람도 금액을 지불해야 한다.

### 기타
- 나가리: “고”를 선언한 참여자가 점수를 더 이상 내지 못하거나 “고”를 선언할 수 있는 참여자가 아무도 없는 상태에서 판이 끝난 경우이다. 이 경우 무효판이 되고 다음판을 진행한다. 이때, 네 명 이상이 참여하는 경우 광팔기는 새로 진행한다.

## 변형 규칙
고스톱은 정치 상황이나 사회적 이슈 등을 반영해 풍자의 의미로 룰을 재미있게 바꿔서 하는 경우도 있다. 가장 유명한 것으로 80년대 유행했던 ‘전두환 고스톱’ 규칙이 있다. 이 규칙에서는 ‘싹쓸이’를 한 선수는 다른 선수의 패 가운데 원하는 것을 아무거나 가져올 수 있는 규칙으로써 쿠데타로 정권을 잡았던 전두환 전 대통령을 풍자한 규칙이다. 이 외에도 시대에 따라 다양한 규칙이 만들어졌다. 전두환 고스톱 외에도 김일성 고스톱이 있다.

## 문화에 나온 고스톱
- 타짜: 허영만의 만화
  - 타짜 (영화): 위 만화를 원작으로 한 영화(2006년)
  - 타짜 (드라마): 위 만화를 원작으로 한 드라마(SBS, 2008년)
- 썸머워즈: 호소다 마모루의 애니메이션(2009년 8월 1일 일본 현지 개봉, 2009년 8월 12일 한국 개봉)

## 같이 보기
- 민화투
- 민화화투

### 내용주
1. ↑  1월(송학), 3월(벚꽃), 8월(공산), 11월(오동), 12월(비)로 다섯 장이 있다.
2. ↑    2월(매화), 4월(등꽃), 5월(난초), 6월(모란), 7월(흑싸리), 8월(공산), 9월(국화), 10월(단풍), 12월(비) 총 아홉 장이 있다. 예외적으로 9월(국화)은 쌍피로도 사용이 가능하다. (열끗이라고 불리기도 한다.)
3. ↑  1월(송학), 2월(매화), 3월(벚꽃)이 홍단, 6월(모란), 9월(국화), 10월(단풍)이 청단, 4월(등꽃), 5월(난초), 7월(싸리)이 초단(일어,くさ 쿠사)에 해당한다. (다섯끗이라고 불리기도 한다.)
4. ↑  12개의 달에 해당하는 모양의 피가 2장씩 있다. 예외적으로 12월(비)은 외피가 없으며 11월(오동)은 지역에 따라 피가 한 장이거나 두 장일 수 있다.
5. ↑  9월(국화), 11월(오동), 12월(비)에 해당한다. 예외적으로 9월(국화)은 끗으로도 사용이 가능하다. 서비스 패는 대부분 쌍피로 사용한다.
6. ↑  사용하지 않는 경우가 많다.
7. ↑  일본의 하나후다에는 대신 이노시카초(猪鹿蝶)가 있다. 이노시카초는 목단(6),홍싸리(7),단풍(10)의 열끗을 족보로 사용한다.

### 참고주
1. ↑  (한게임-신맞고 ,족보)http://gostop.hangame.com/gameGuide/msduelgo/guide_msduelgo04_05.html
2. ↑  (피망-고스톱류 게임에서 멍따, 멍박이란 무엇인가요?)http://help.pmang.com/faq/searchFaq.do?pageIdx=1&fsCategoryId=PF006001005&fsKeyword=&pvKeyword=&faqId=20130319175529FAQB2D1F35&orderType=DESC&orderCol=readCnt&reSearch= 보관됨 2021-09-20 - 웨이백 머신
3. ↑  (우리말샘) 약 등
4. ↑  (피망-맞고,총통)http://help.pmang.com/faq/searchFaq.do?pageIdx=1&fsCategoryId=PF006001002&fsKeyword=&pvKeyword=&faqId=20130319172211FAQA433421&orderType=DESC&orderCol=readCnt&reSearch= 보관됨 2021-02-15 - 웨이백 머신
5. ↑  “시사저널 307호 〈문화비평: 고스톱의 사회학〉”. 2014년 9월 7일에 원본 문서에서 보존된 문서. 2008년 7월 7일에 확인함.